# Carl Richter (Theaterleiter)
Carl Richter (* 30. August 1870 in Wien; † 28. Juni 1943 in Hamburg) war ein österreichischer Theaterleiter.

## Leben
Der gelernte Sattler Carl Richter absolvierte nach der Ausbildung die Fürstlich Sulkowskische Übungsbühne in seiner Geburtsstadt. Ab 1888 trat er als Schauspieler auf und arbeitete ab 1902 auch als Theaterdirektor. Engagements führten ihn an Theater in Klagenfurt, Laibach, Teplitz, Schönau und Bielitz. 1917 übernahm er als Pächter die Hamburger Volksoper am Millerntor. Das ursprünglich als Konzertsaal genutzte Gebäude diente seit 1910 als Deutsches Operetten-Theater. Da Erfolge zunächst ausblieben, hatten die künstlerischen Leiter die Bezeichnung mehrfach in kurzer Zeit gewechselt. Den Namen „Hamburger Volksbühne“ trug das Opernhaus seit September 1914. Von 1920 bis 1922 leitete Richter daneben erstmals auch das Carl-Schultze-Theater.
Richter hatte ein Gespür für die Erwartungen des Publikums, die sich aus der zunehmenden Demokratisierung und breiteren Publikumskreisen ergaben. Er führte die Volksoper zum zweiten Opernhaus Hamburgs. Er nahm angemessene Eintrittspreise und bot dafür ein ansprechendes künstlerisches Niveau. Das anspruchsvolle Repertoire umfasste alle Bereiche des musikalischen Theaters. Zu den angesehenen Gästen gehörte Heinrich Schlusnus, der Opern von Giuseppe Verdi sang und Vera Schwarz mit Musikdramen Richard Wagners und klassischen Operetten. Seit 1922 hatte Richard Tauber hier regelmäßige Auftritte.
Als künstlerischer Direktor führte Richter seine Geschäfte gemeinsam mit seinem Sohn Alexander (* 1897 in Mödling; † 1970 in Hamburg), der die kaufmännische Leitung übernahm. Da die Stadttheatergesellschaft 1925 die Hamburger Volksoper als Ausweichbühne für das im Umbau befindliche Stadttheater nutzen wollte, wechselten Carl und Alexander Richter in das Operettenhaus. Für die Spielzeit 1925/26 übernahmen sie auch das Theater des Westens in Berlin. Die Volksoper bezogen sie wieder im Dezember 1926 nach Misserfolgen von Jean Gilbert an fünf verschiedenen Hamburger Bühnen. 1927/28 übernahmen sie als dritte Bühne von der Theater A.-G., von der Vater und Sohn seit 1925 Aktien besaßen, das Kleine Lustspielhaus an den Großen Bleichen.
An den Theatern boten die Richters alle Sparten des Musiktheaters. Neben klassischen und zeitgenössischen Operetten, Singspielen und Opern gehörten Auftritte bekannter Tanzensembles zum Repertoire. Neben den Ballets Russes und den Ballets suèdois gehörten Mary Wigman und die Tänzer um Rudolf von Laban, aber auch auswärtige Schauspielerensembles zu den Gästen.

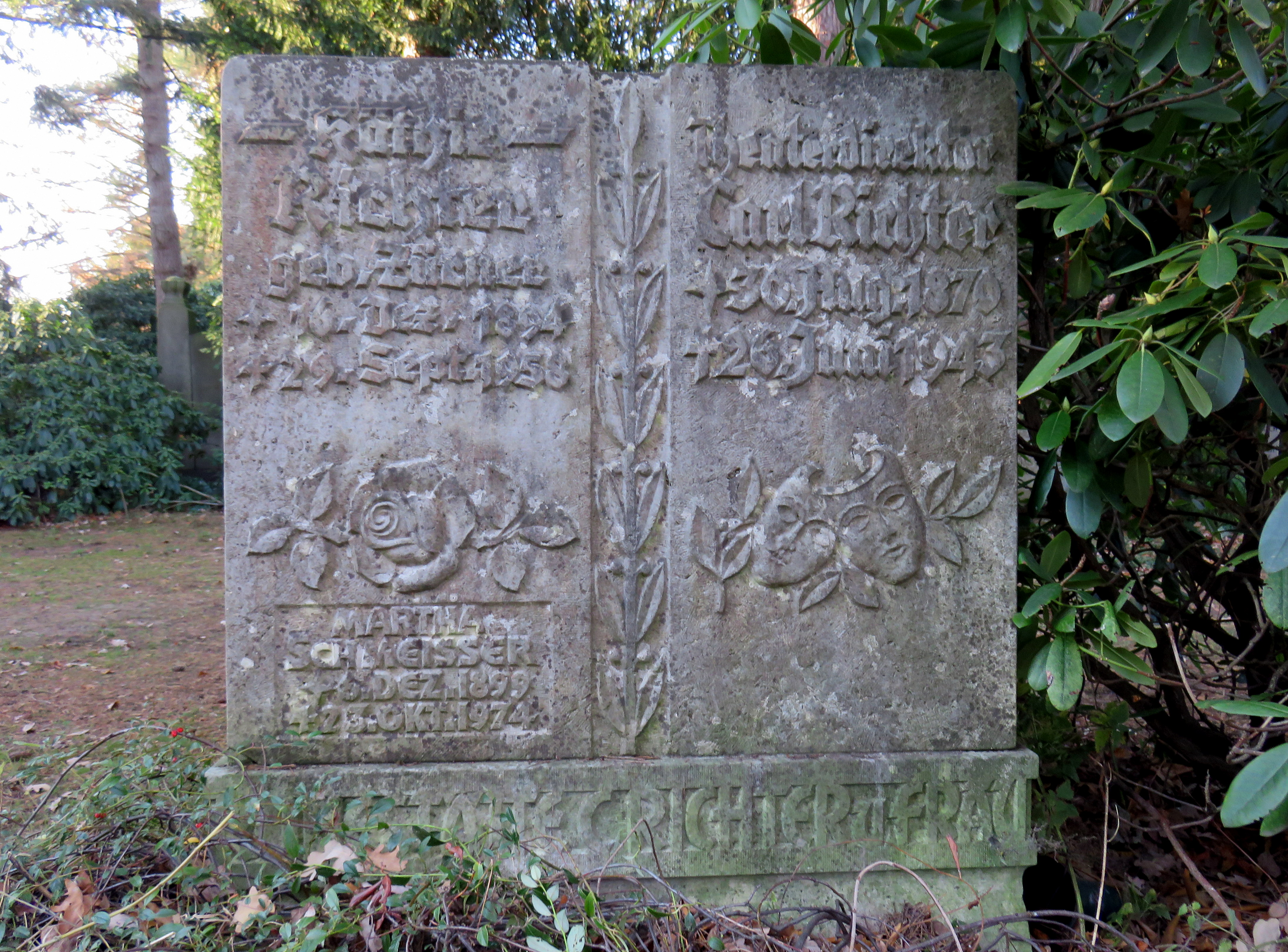
Grab Carl Richter auf dem Friedhof Ohlsdorf, AH11

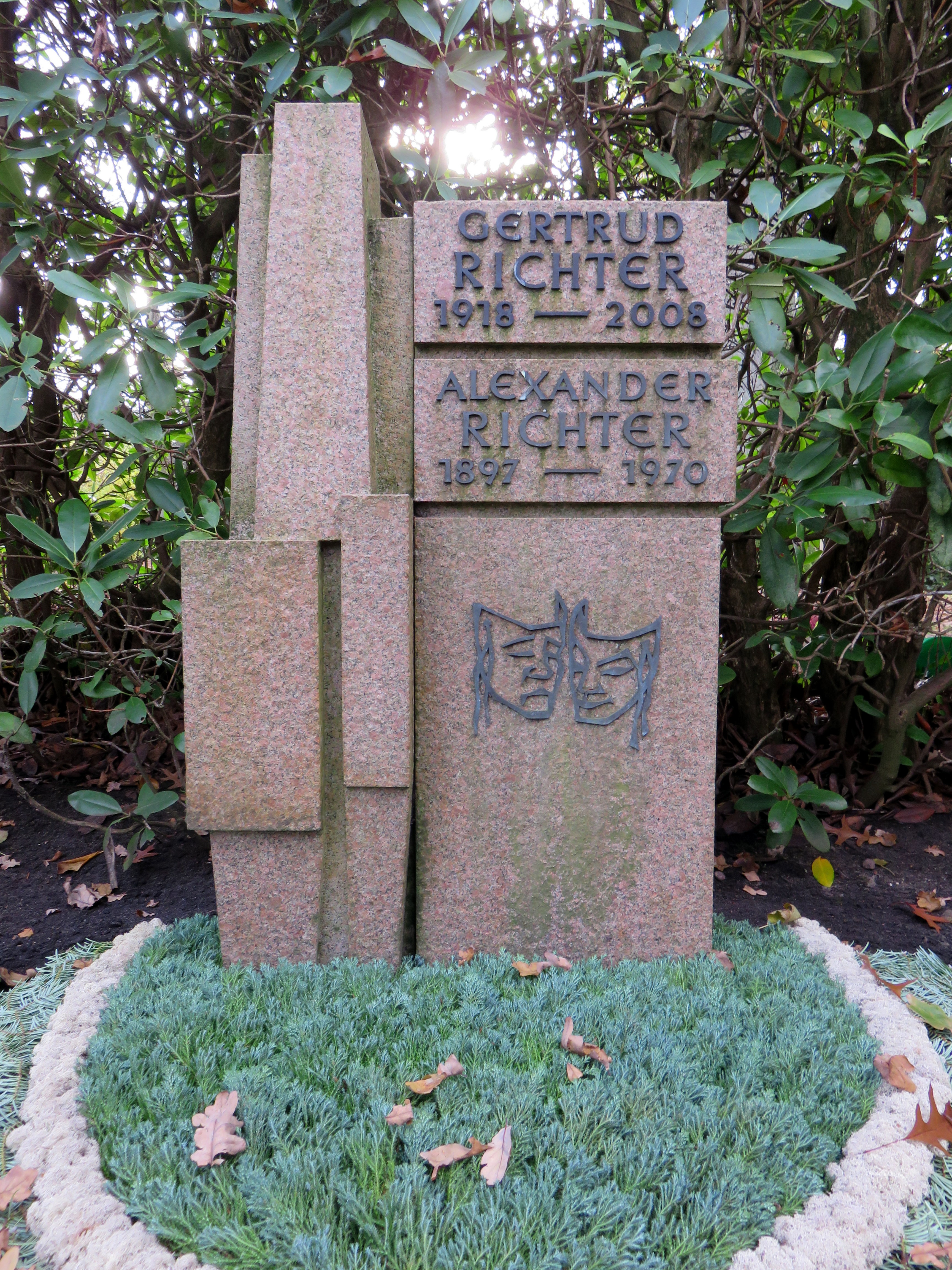
Grab “Alexander Richter” auf dem Friedhof Ohlsdorf, L15

Besonderes Ansehen brachten dem Operettenhaus neue Stücke Berliner und insbesondere Wiener Künstler ein. Dabei traten häufig die Künstler der Uraufführungen auf, für deren Gastspiele Richter hohe Eintrittspreise nahm. Dazu gehörten 1926 und 1927 Paganini und Der Zarewitsch mit Richard Tauber und Die Königin mit Fritzi Massary. Spätere Aufführungen übernahmen Sänger wie Eric Enderlein oder Hans Heinz Bollmann. Der Spielbetrieb erfolgte En-suite für bis zu drei Monate. Erfolgreiche Stücke waren mehr als hundert Mal zu sehen. Das erfolgreichste Stück Gräfin Mariza führten Sänger über 350 Mal auf.
Aufgrund der Weltwirtschaftskrise verließen Carl und Alexander Richter 1930 das Operettenhaus und pachteten erneut das Carl-Schultze-Theater. Da ihr Nachfolger an der Volksoper keinen Erfolg hatte, übernahmen sie die Bühne nach acht Monaten 1931 wieder. Sie hatten somit in Hamburg mit nahezu 4000 Sitzplätzen ein Monopol in diesem Bereich. Obwohl Vater und Sohn vermehrt sparten und auch unlautere Geschäftspraktiken einsetzten, verschlechterte sich ihre wirtschaftliche Situation. In zunehmend hektischer Art und Weise mit zahlreichen Gastauftritten von Schauspielerensembles versuchten sie letztlich erfolglos, dem Niedergang zu begegnen. Dazu gehörte 1932 ein Gastauftritt Gustaf Gründgens’ in Liselott. Die Pacht am Carl-Schultze-Theater endete 1931, im Herbst 1932 beendeten sie den Betrieb des Operettenhauses und zum 1. Januar 1933 die Volksoper.
Während der Zeit des Nationalsozialismus blieb den Richters nur noch das Kleine Lustspielhaus. Da die Komponisten und Schauspieler, die sie zuvor engagiert hatten, im Deutschen Reich nicht mehr auftreten durften, nutzten ihnen ihre vorherigen Kontakte nichts mehr. Die Familie wanderte in die Tschechoslowakei aus, wo Carl Richter 1934/35 das Stadttheater führte. 1938 zog die Familie nach Hamburg zurück, wo Carl Richter Ende Juni 1943 verstarb.
Alexander Richter unterhielt in Hamburg eine Gastspieldirektion und gründete 1946 mit Franz Felix ein „Volkstheater“. Der Betrieb fand anfangs in der Schauburg Uhlenhorst und später in einem Hochbunker am Heiligengeistfeld statt, blieb jedoch erfolglos.
Die Gräber von Carl und Alexander Richter befinden sich auf dem Friedhof Ohlsdorf.